# クルスカ学会

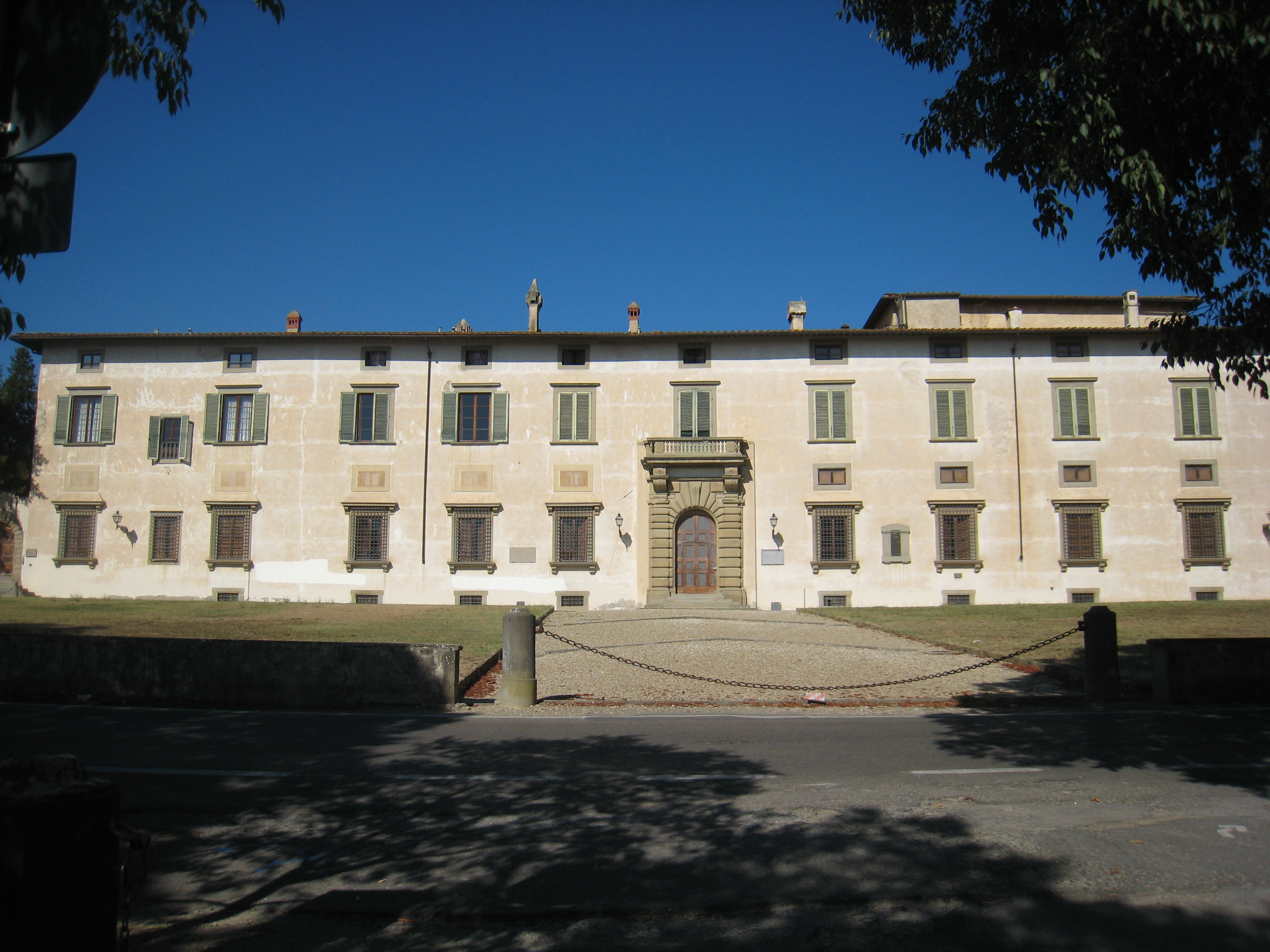
カステッロ荘は、フィレンツェ近郊にあるクルスカ学会の本部

クルスカ学会（クルスカがっかい、伊: Accademia della Crusca）は、イタリア語の協会。1583年フィレンツェでアントーニオ・フランチェスコ・グラッツィーニによって創立された。
1612年に最初のイタリア語辞書、Vocabolario degli Accademici della Crusca（『クルスカ学会辞典』）を刊行したことで知られる。
クルスカ（Crusca）はイタリア語で麩（ふすま：小麦をひいて粉にした後に残る滓。むぎかす。）を言い、麩を除くように正しくない言葉を除くという意味を表す。